# Победеният победител (филм, 1958)
„Победеният победител“ (на италиански: Un uomo facile) е италиански драматичен филм от 1958 година.

## В ролите
- Маурицио Арена като Ромоло Де Сантис
- Лело Берсани като телевизионния коментатор
- Катя Каро като Джудита
- Фоско Джиакети като доктора край боксовия ринг
- Алберто Граси като Меникучи
- Тиберио Митри като Енрико Костантини
- Джована Рали като Лина
- Ерминио Спала като треньора

## Номинации
- Номинация за Златна мечка за най-добър филм от Международния кинофестивал в Берлин през 1959 година.[1]